# Frieza (canção)
"Frieza" é uma canção do cantor e compositor brasileiro Murilo Huff em parceria com a cantora e compositora Marília Mendonça. Foi lançada em setembro de 2020 como single do álbum Pra Ouvir Tomando Uma 2.

## Gravação
A canção foi gravada em 15 de janeiro de 2020, em Goiânia, durante o recesso de Marília Mendonça após o parto do seu filho com Murilo Huff, Léo, que tinha nascido um mês antes. O show ocorreu em Goiânia e, meses depois, na ocasião de lançamento, o casal estava separado.

## Lançamento e recepção
"Frieza" foi lançada em 18 de setembro de 2020 como um dos singles do álbum Pra Ouvir Tomando Uma 2, com música e videoclipes disponibilizados na mesma data. O vídeo de recebeu mais de 30 milhões de visualizações até maio de 2021. Em 2021, recebeu o certificado de disco de platina da Pro-Música Brasil.

## Vendas e certificações
| País   | Associação de gravadoras | Certificação | Vendas   |
| ------ | ------------------------ | ------------ | -------- |
| Brasil | Pro-Música Brasil        | - Platina    | - 80.000 |